# Dżafar Tebrizi

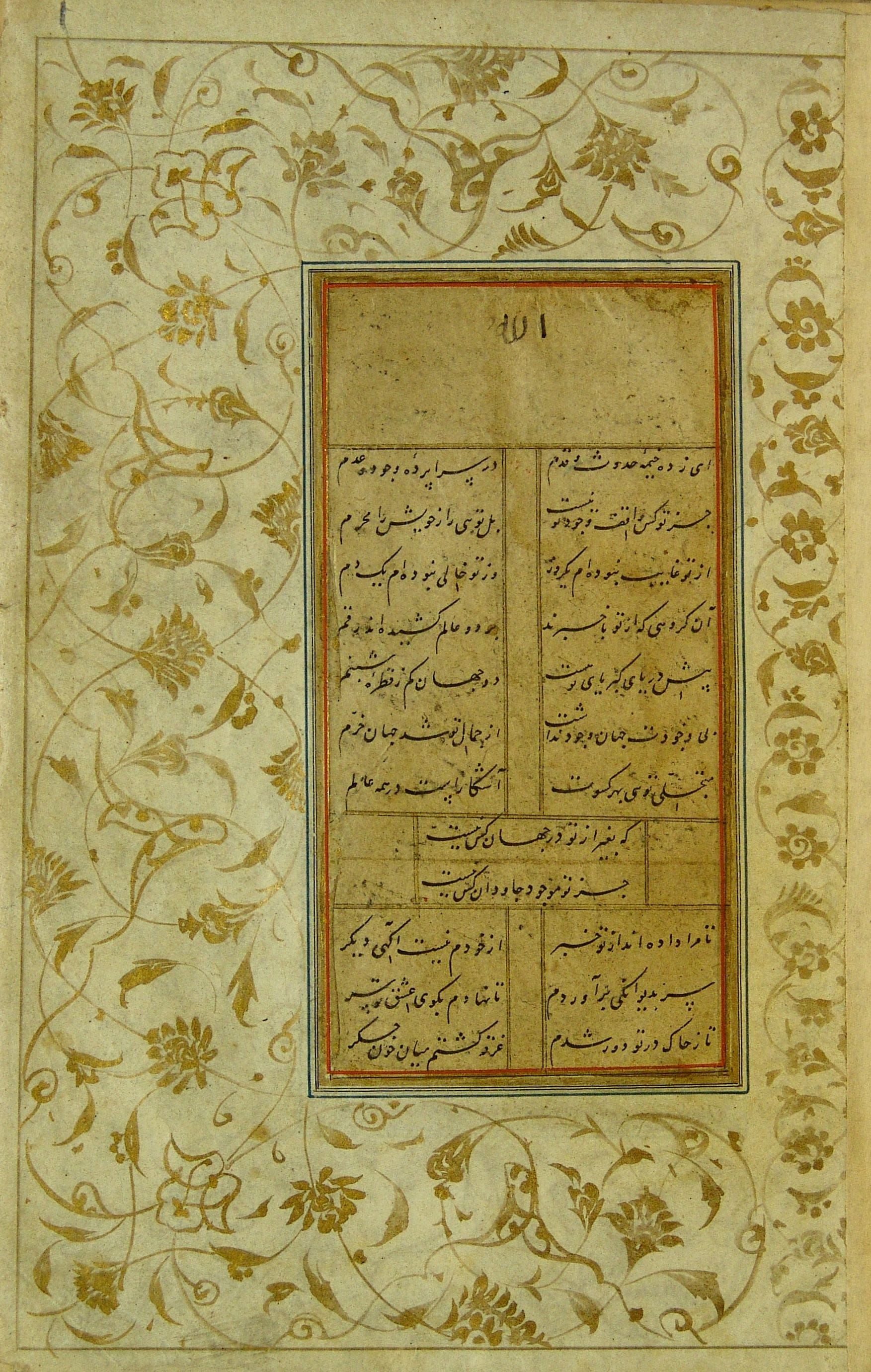
Rękopis Gulszan-e raz Szabestariego. Biblioteka Astan-e Ghods

Dżafar Tebrizi, pers. جعفر تبریزی (pełne imię: Dżafar-e Ali Tebrizi Bajsonghori), ur. w Tebrizie, zm. w Heracie, floruit 1412–1431 – perski kaligraf, znany ze swojej roli w rozpowszechnieniu pisma nastaligh.

## Życiorys
Według przekazu safawidzkiego kaligrafa Dust Mohammada (zm. ok. 1564) Dżafar uczył się sześciu klasycznych duktów arabskiej kaligrafii (tzw. „sześciu piór”) u Szams ad-Dina Ghattabiego, którego kaligraficzny rodowód (silsila) sięgał Abdollaha Sajrafiego (zm. po 1345/46). Z kolei stylu nastaligh miał go uczyć Obejdollah, syn Mir Alego (XIV/XV w.), uważanego za twórcę tego pisma. Po młodości spędzonej w Tebrizie Dżafar udał się do Heratu, gdzie służył na dworze Szahrucha (1405–1447) i objął kierownictwo skryptorium (kitab-chane) księcia Bajsonghora (stąd jego przydomek Bajsonghori). Zachowany w Bibliotece Pałacu Topkapı raport (pers. arzadaszt) (H2153, f.98a), sporządzony ok. 1429 przez samego Dżafara, pozwala na wgląd w szczegóły działalności skryptorium. Dżafar, któremu miało podlegać czterdziestu kaligrafów, informuje w nim Bajsonghora o postępach w pracy nad rękopisami. Oprócz sporządzania rękopisów kaligrafowie, którzy byli zakwaterowani w specjalnym budynku w pobliżu pałacu, projektowali także inskrypcje. Raport zawiera również informacje o ozdobnych siodłach, malowidłach naściennych i namiotach, za które odpowiedzialni byli malarze.

## Dzieło

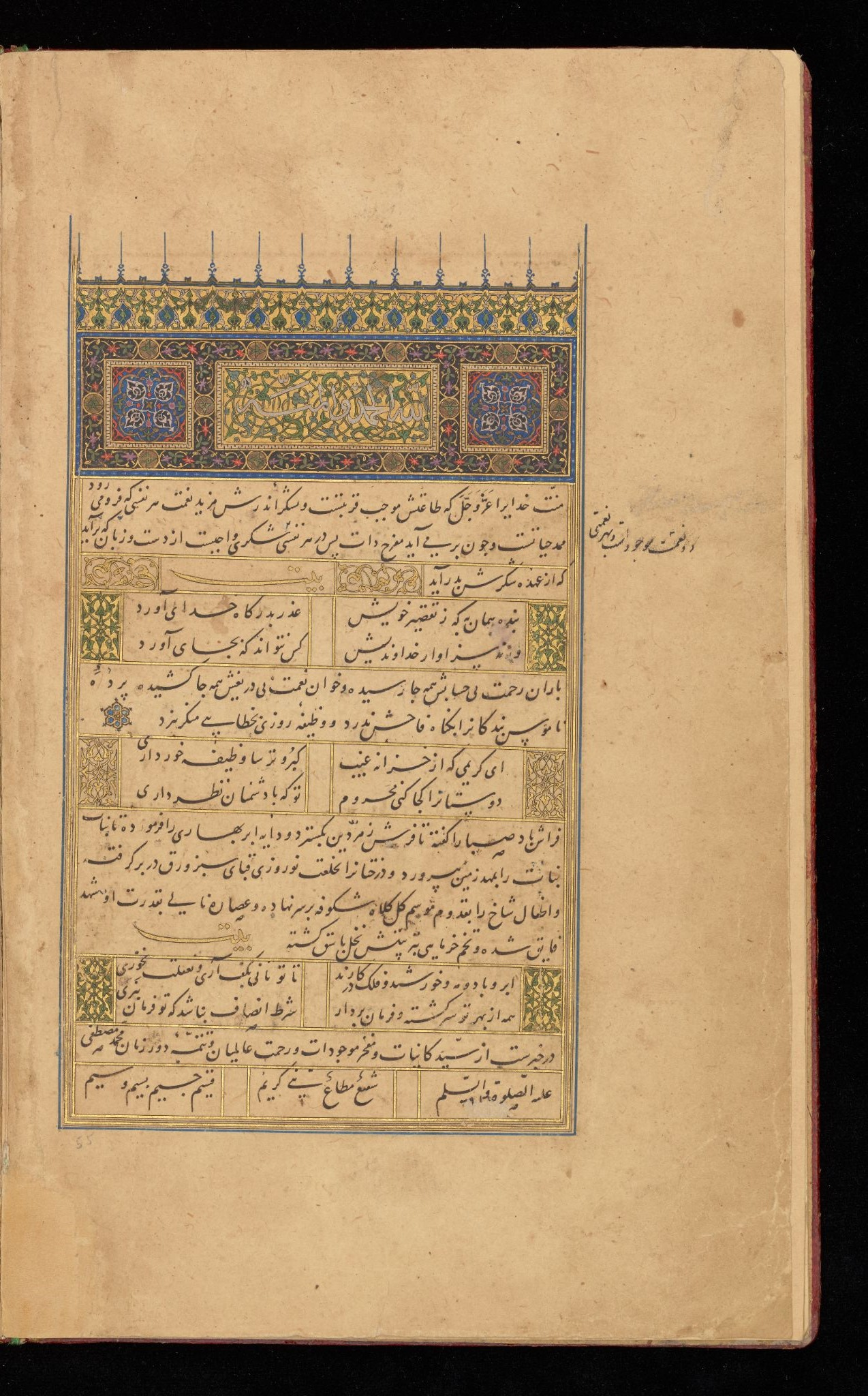
Pierwsza strona rękopisu Gulistanu Sadiego. Herat, 1426/27. Chester Beatty Library

Nadzorując pracę innych kaligrafów Dżafar jednocześnie był osobiście odpowiedzialny za sporządzenie wielu iluminowanych rękopisów powstałych w kitab-chane Bajsonghora. Do jego najsłynniejszych datowanych dzieł należą kopia dywanu poety Hasana Dehlawiego z 1421–1422 (Biblioteka Islamskiego Zgromadzenia Konsultatywnego, nr 4017), kopia Gulistanu Sadiego z 1426/1427 (Chester Beatty Library, Per 119), kopia Szahname Ferdousiego (tzw. Szahname Bajsonghora) z 1429/30 (Biblioteka Pałacu Golestan, nr 61) i kopia Kalily i Dimny z 1431 (Biblioteka Pałacu Topkapı, H362). Zachowane przykłady jego twórczości w duktach należących do klasycznych „sześciu piór”, zwłaszcza suls, naschi i muhakkak (m.in. Topkapi H. 2153, folio 27r, 58r, 160v), świadczą o mistrzostwie w tym zakresie. Jego nastaligh jest typowy dla wczesnych przykładów tego pisma, w których pojedyncze znaki były umieszczane pod kątem 30° względem horyzontalnej linii pisma. Odstępy pomiędzy literami i grupami liter są niezwykle regularne. Kaligrafię Dżafara charakteryzuje także kontrolowana, ale zauważalna wariacja w grubości pociągnięć pióra oraz wydłużone i nieco zakrzywione wznoszące się pociągnięcia litery kaf. Można także zauważyć, iż te górne pociągnięcia litery kaf są często umieszczane pod szerszym kątem niż inne ukośne pociągnięcia. W istocie te cechy definiują dojrzały nastaligh Dżafara z okresu jego pobytu w Heracie, „gdzie osiągnął coś, co będzie później uważane za pierwszą «klasyczną formę» nastaligh”. Nastaligh Dżafara nie osiągnął jednak płynności prezentowanej później przez Soltana Alego (zm. 1520), ani elegancji stylu jego własnych uczniów, takich jak Szejch Mahmud Zarin-ghalam (fl 1442-66) czy Azhar Tebrizi (zm. 1475). Oprócz tej dwójki innym ważnym uczniem Dżafara był jeszcze Abdollah Harawi (fl 1429-61).

## Dziedzictwo
Stworzenie pisma nastaligh tradycyjnie przypisywano Mir Alemu, co objawiało się m.in. w fakcie, iż od początku XVI stulecia zaczęto używać w stosunku do niego określenia „wadi al-asl” („wynalazca prototypu”) (przy czym jednocześnie niektórzy autorzy zaczęli twierdzić, iż Dżafar był uczniem bezpośrednio Mir Alego, a nie jego syna Obejdollaha). Rękopisy zawierające autentyczne przykłady kaligrafii Mir Alego były jednak niedostępne (współcześnie znamy tylko jeden rękopis, który niewątpliwie wyszedł spod jego pióra) i w tej sytuacji to dzieło Dżafara służyło jako rzeczywisty pierwotny punkt odniesienia dla wszystkich późniejszych kaligrafów piszących w nastaligh. To dlatego słynny kaligraf pracujący w królewskim skryptorium Safawidów, Szah Mahmud Niszapuri (zm. 1564/1565), nazwał Dżafara „drugim wynalazcą” nastaligh, a na jednej z kaligrafii zawartych w albumie z Pałacu Topkapı pisze się o nim jako o „naszym mistrzu Dżafarze Tebrizim” (H. 2153, f.120r). „… Rozpowszechnienie przykładów [kaligrafii] Dżafara Tebriziego i jego bezpośredni związek z Mir Alim, tak jak był opowiadany w historiach kaligrafii, sprawiły, iż ostatecznie uznano go za pierwszego wielkiego mistrza pisma nastaligh. Dżafar rzeczywiście był tym, który wprowadził w nim zmiany na tyle istotne, by być uważanym za wpływowego innowatora. […] Miejsce zajmowane przez Dżafara być może przyćmiło nawet rolę odgrywaną przez Mir Alego w rozwoju pisma nastaligh”.
Styl nastaligh zapoczątkowany przez Dżafara w Heracie osiągnął swoją klasyczną formę w twórczości wspomnianego już Soltana Alego, ucznia Azhara (lub być może jednego z jego uczniów). Tymczasem niedługo po śmierci Dżafara odmienny styl nastaligh rozwinął się w zachodnim i południowym Iranie. Jego powstanie wiąże się z Abd-ar-Rahmanem Chorezmim, kaligrafem Pir Budaka (1456–1466) Kara Kojunlu, oraz jego synami Abd-al-Karimem i Abd-ar-Rahimem (obaj byli związani z dworem Jakuba (1478–1490) Ak Kojunlu). Ten bardziej kanciasty zachodni styl dominował na początku okresu safawidzkiego, ale później ustąpił bardziej płynnemu wschodniemu stylowi kanonizowanemu przez Soltana Alego, chociaż nadal był często używany na subkontynencie indyjskim. W ten sposób Dżafar stał się protoplastą stylu, który zdominował całą późniejszą historię pisania w nastaligh.

## Galeria

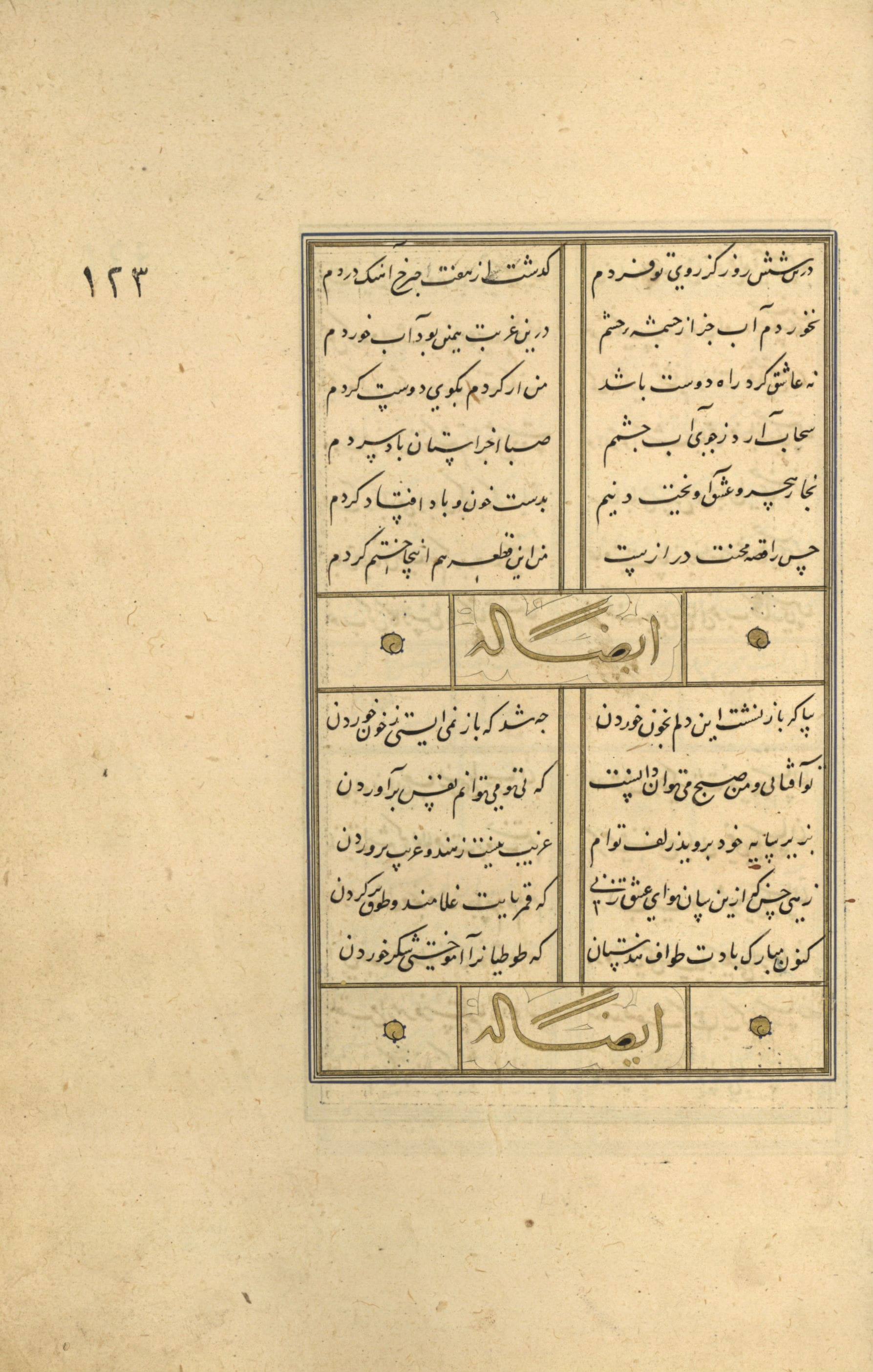
Strona z dywanu poety Hasana Dehlawiego. Herat, 1421–1422. Biblioteka Islamskiego Zgromadzenia Konsultatywnego
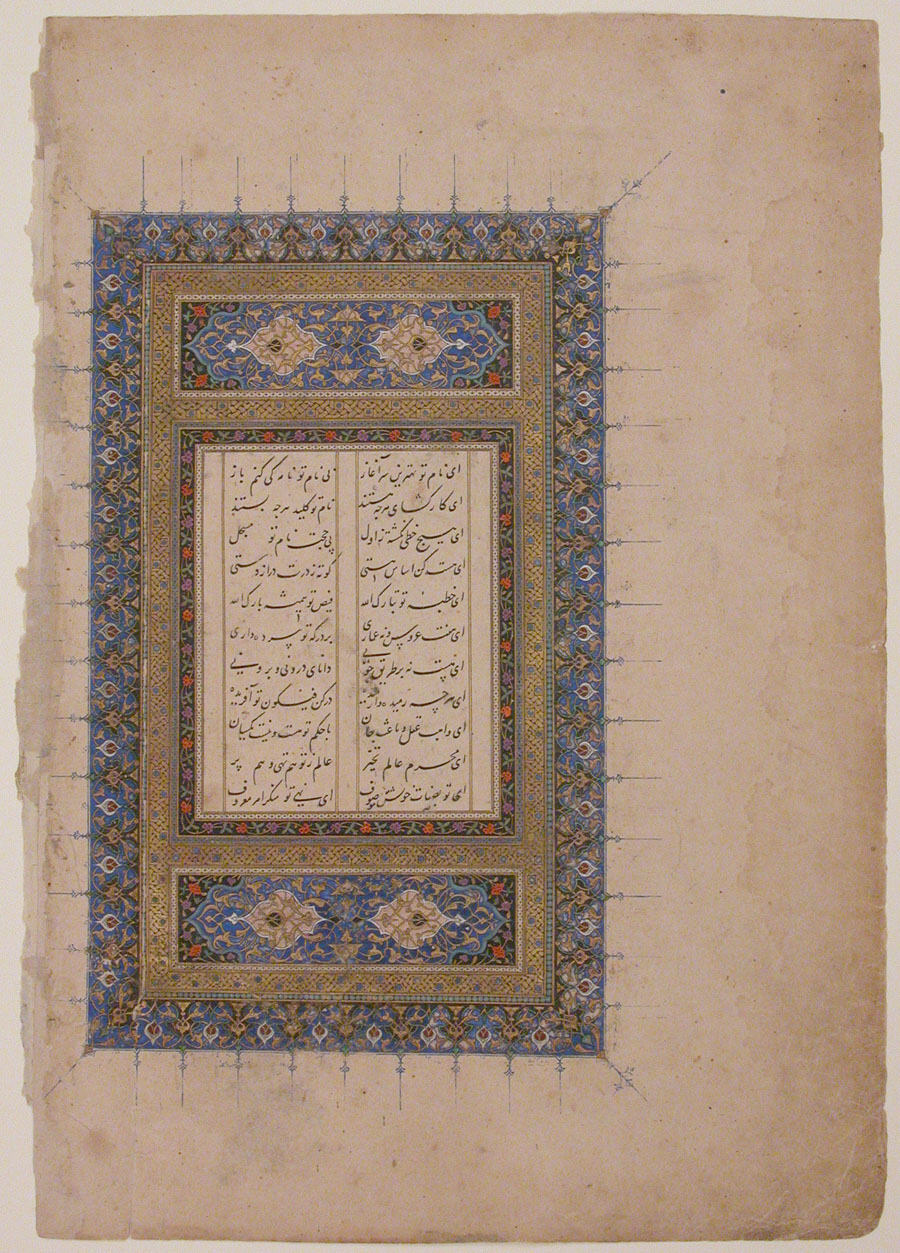
Pierwsza strona rękopisu Chamsy Nezamiego. Herat, 1431/32. Metropolitan Museum of Art
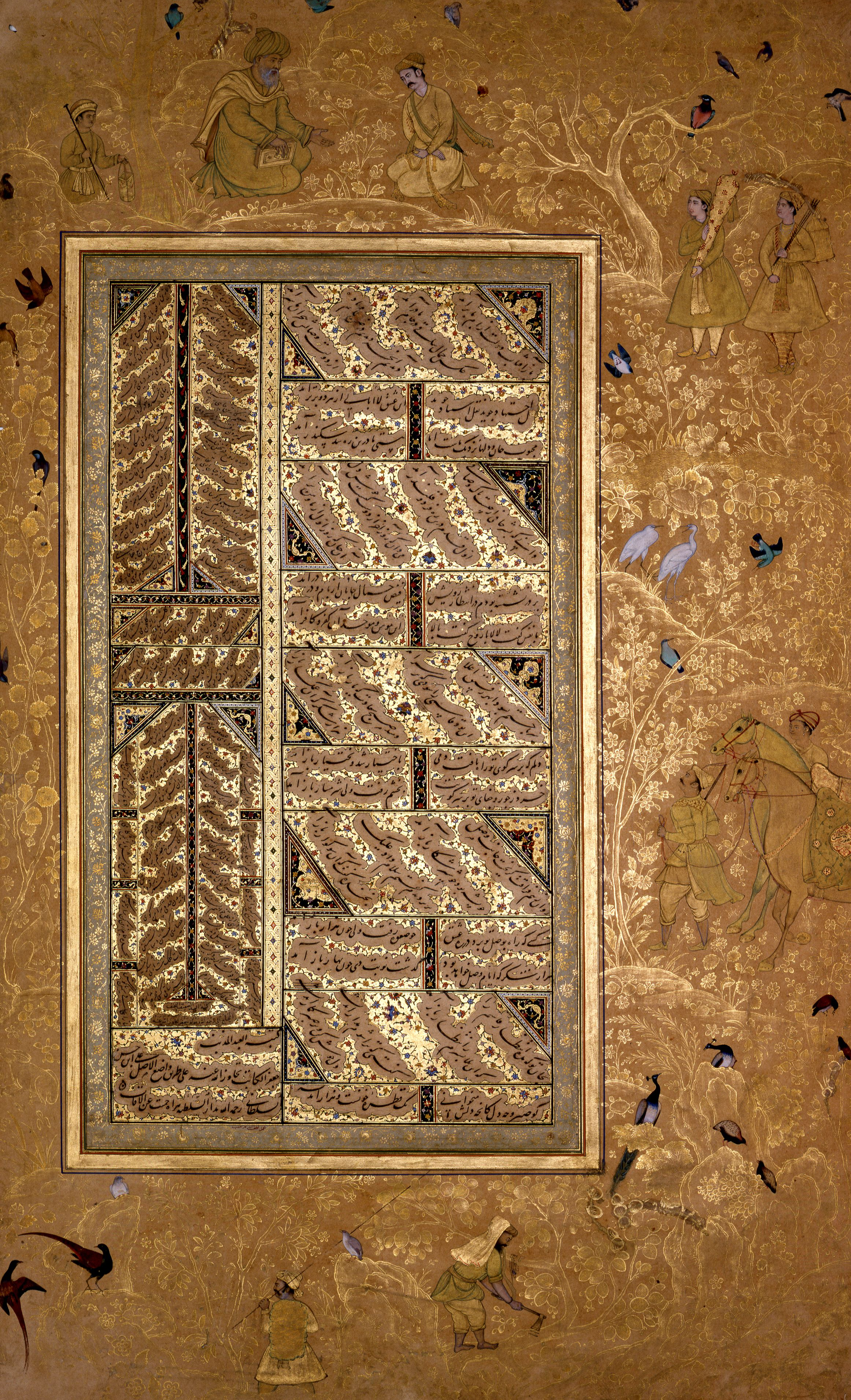
Kaligrafia z Albumu Golszan (iluminacja pochodzi z początku XVII w.). Biblioteka Pałacu Golestan
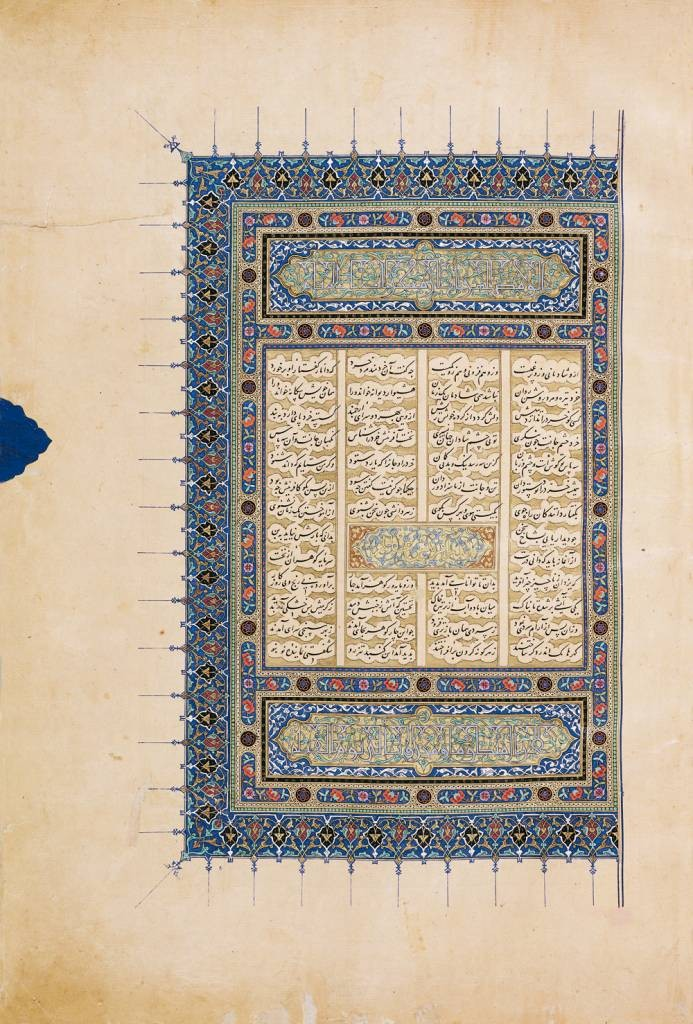
Strona z rękopisu Szahname Bajsonghora. Herat, 1429/1430. Biblioteka Pałacu Golestan